# Cronartium ribicola
Espèce
Cronartium ribicola  est une espèce de champignons basidiomycètes de la famille des Cronartiaceae, responsables notamment de la rouille vésiculeuse du pin blanc.
Ce champignon est responsable de la maladie de la rouille (maladie cryptogamique) qui affecte les arbres de la famille des Pinaceae et les arbrisseaux du genre Ribes (groseillier, cassissier).
À ne pas confondre avec l'infection causée par le champignon Sphaeropsis sapinea.

## Étymologie
Son épithète spécifique, ribicola, de Ribes, le genre des groseilliers, et du suffixe latin -cola, « qui habite », lui a été donné en référence à l'un de ses hôtes.

## Mode de propagation
Ce champignon est un parasite diécique car il a besoin de deux hôtes successifs pour se propager : un pin et un groseillier.
Les arbres atteints sont reconnaissables car leurs aiguilles, normalement vertes, deviennent brunes.
Il est possible de contrôler l’extension de cette maladie dans des petites exploitations forestières, mais la tâche est impossible à grande échelle. Il suffit d'éliminer rapidement les branches atteintes et de les brûler par exemple. Si le tronc est touché, il n'y a plus rien à faire pour l’arbre car aucun remède actuel n’existe contre la maladie. Une autre technique de prévention vise à éliminer toute présence de groseilliers dans et à proximité des cultures de pins. En effet, la maladie passe du pin au groseillier puis du groseillier au pin et il n'est pas possible pour la maladie de passer d’un pin à un autre pin… Cette technique qui est efficace en théorie donne des résultats médiocres car il est difficile d'éliminer correctement tous les groseilliers et les oiseaux peuvent en transporter les graines à longue distance via leurs excréments.

## Répartition
La rouille est originaire d'Europe et d'Asie où elle touche le Pin de Macédoine, le Pin cembro et le Pin de l'Himalaya. Ces pins sont toutefois assez bien résistants à la maladie car ces espèces ont évolué avec la rouille depuis très longtemps.
En revanche, la maladie a été introduite accidentellement en Amérique du Nord en 1906 et elle est devenue une espèce invasive. Elle attaque des pins d'Amérique peu ou pas résistants à cette maladie. La mortalité des pins est très forte chez le Pin argenté, le Pin flexible et le Pin à écorce blanche. Le Service des forêts des États-Unis met tout en œuvre pour sélectionner les gênes qui résistent mieux à la maladie chez certains individus de ces espèces. 

## Liste des formes
Selon MycoBank (7 février 2023) :
- Cronartium ribicola f.sp. pedicularis F.Z. Shi, 1991

## Systématique
Le nom correct complet (avec auteur) de ce taxon est Cronartium ribicola J.C.Fisch., 1872.
Ce taxon porte en français les noms vernaculaires ou normalisés suivants : chancre du pin Weymouth, rouille asiatique du groseillier, rouille du pin à cinq feuilles, rouille du pin du Lord, rouille du pin Weymouth, rouille en colonnettes du cassissier, rouille vésiculeuse du pin blanc.
Cronartium ribicola a pour synonymes :
- Cronartium ribicola J.C.Fisch., 1872
- Uredo ribicola Lasch ex Rabenh., 1844
- Uredo ribicola Lasch, 1843